# Ochsenbach (Sachsenheim)

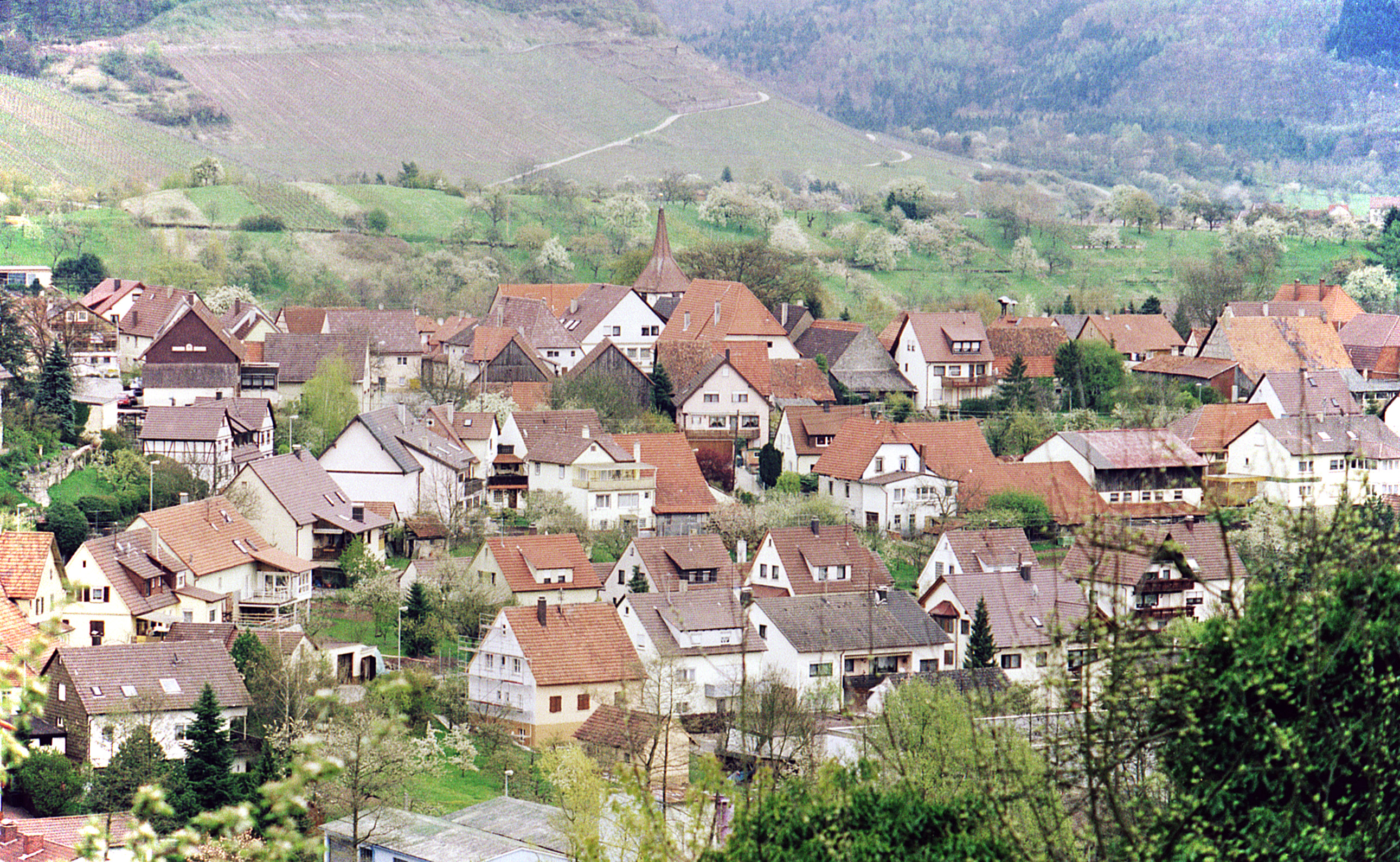
Ochsenbach von Westen

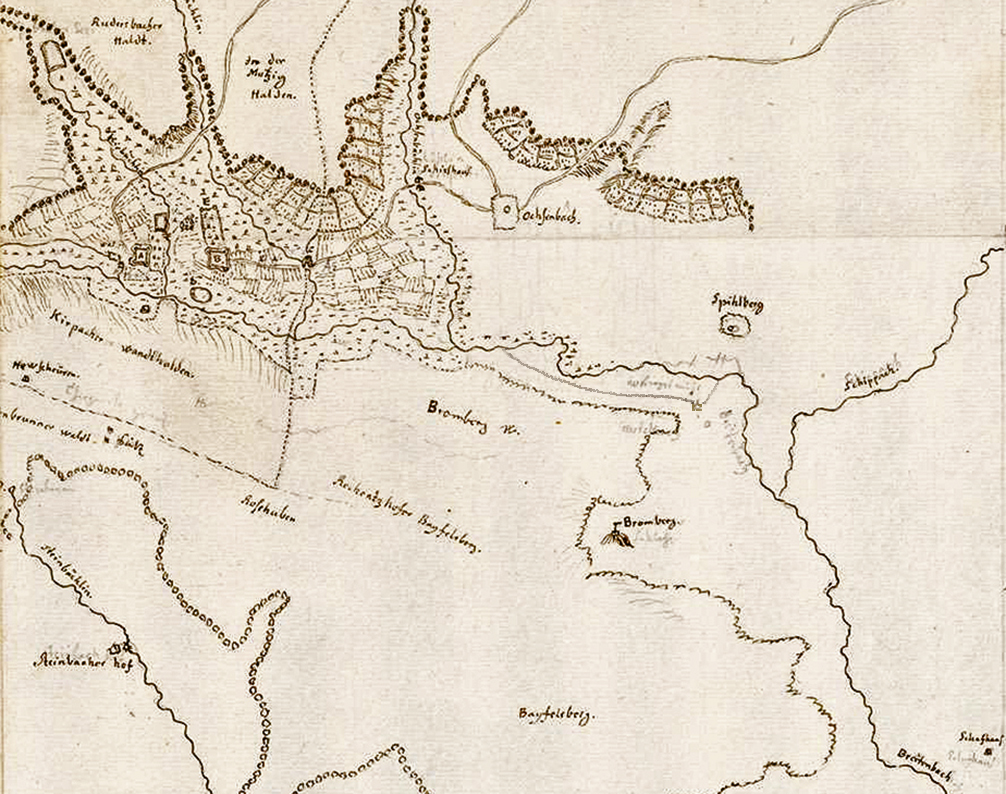
Kirbachhof, Ochsenbach, Spielberg und Bromberg um 1700, als man den Kirbach Breitenbach nannte

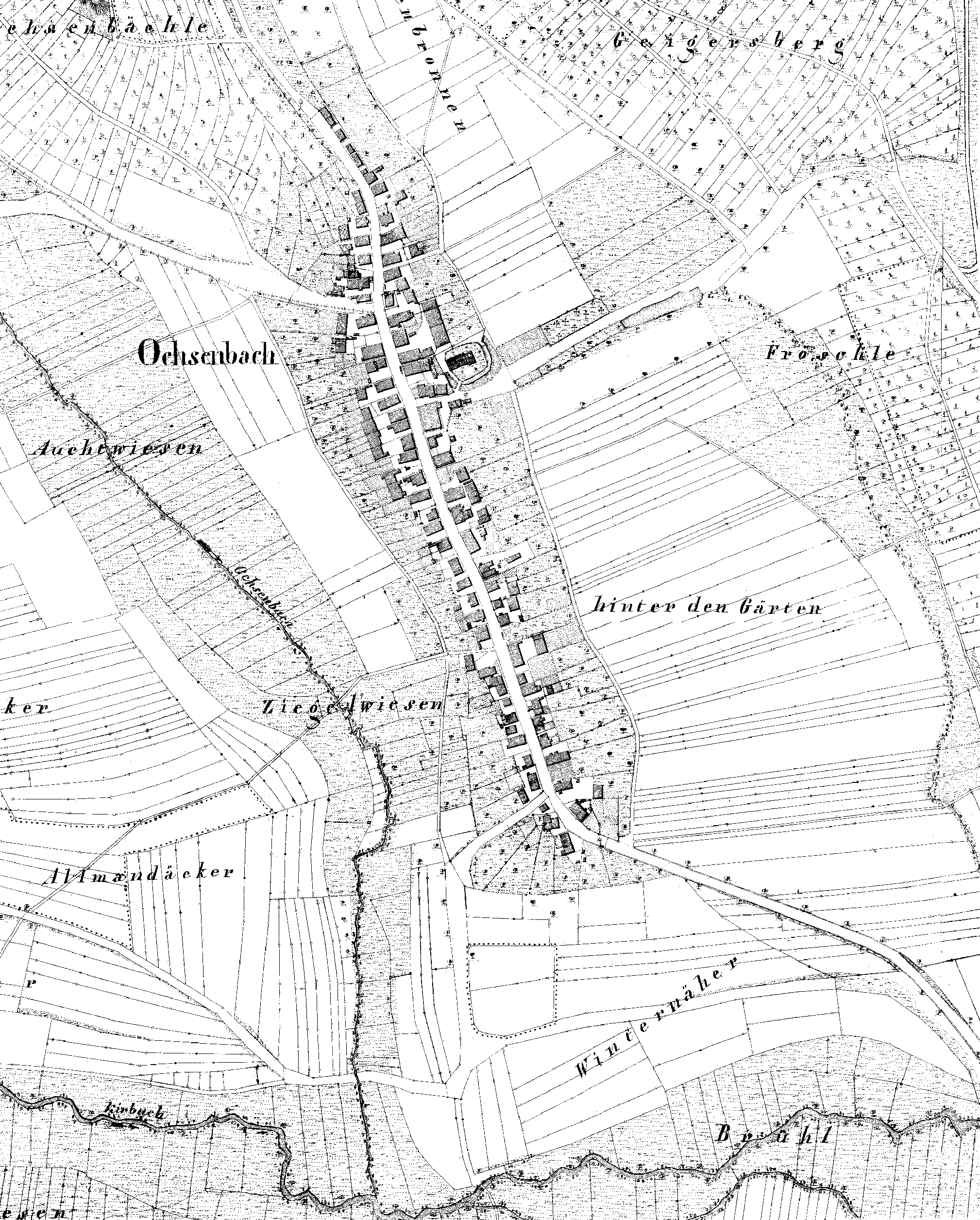
Ochsenbach auf der Urflurkarte von 1832

Ochsenbach ist ein Dorf im Kirbachtal im Landkreis Ludwigsburg, Baden-Württemberg (Deutschland). Die bis 1973 selbstständige Gemeinde ist heute ein Ortsteil der Stadt Sachsenheim und hat etwa 850 Einwohner.

## Geographie
Ochsenbach liegt etwa 9 km Luftlinie nordwestlich der Kernstadt Sachsenhein im Kirbachtal. Westlicher Nachbarort ist Häfnerhaslach, östlicher ist Spielberg, beide ebenfalls zu Sachsenheim gehörend. Der nördliche Nachbar Eibensbach gehört zu Güglingen und ist über die Landesstraße 1110 zu erreichen. Südlich von Ochsenbach liegt Horrheim und südwestlich Gündelbach, beides Ortsteile von Vaihingen an der Enz. Der Weiler Kirbachhof (westlich gelegen) gehört verwaltungstechnisch zu Ochsenbach.
Die Ortschaft selbst liegt auf einem Bergrücken zwischen Ochsenbach und Tannenbrunnenbächle, beides Nebenflüsse des in West-Ost-Richtung fließenden Kirbachs. Die Dorfstraße hat dabei eine Höhenlage von 275 m bis 290 m ü. NN, während der im Süden vorbeifließende Kirbach bei Ochsenbach eine Höhenlage von etwa 256 m ü. NN hat. Im Norden erhebt sich der Höhenzug des Strombergs bis auf über 410 m, die Passhöhe der L 1110 liegt auf 393 m ü. NN. Im Süden liegt der Höhenzug des Großen Brombergs mit dem 476,6 m hohen Gipfel des Baiselsbergs.

## Geschichte
Ochsenbach wurde 1290 erstmals urkundlich erwähnt. Damals war das Dorf teilweise im Besitz der Herren von Neuffen. 1317 verkaufte „Ulrich vom Stein“ dem Kloster Maulbronn 15 Pfund Heller jährlichen Zins aus der Mühle in Schippach „nebst 3 Pfund Heller jährlichen Zins auf der Oberen Mühle (Bromberger Mühle) und 6 Hühner auf der Kalkwiese“ bei Ochsenbach und hatte bereits ganz oder teilweise die Nachfolge der Burgherren von Bromberg angetreten, die ihren Sitz im benachbarten Bromberg hatten. Die herzogliche Rentkammer teilte das ehemalige Rittergut Bromberg am 4. Juni 1766 unter den drei Gemeinden Hohenhaslach, Ochsenbach und Spielberg auf. Zur Grenzziehung wurde der alte Rennweg auf dem Kamm des Fleckenwaldes herangezogen. Das seit den 1730er Jahren wegen seiner Baufälligkeit nicht mehr bewohnbare Schloss fiel Ochsenbach zu, dessen Verwaltung die Ruine 1824 bis auf die Fundamente abtragen ließ und die Steine „zum Bau der im Thal vorbeiführenden Vicinalstraße“ (heute Landesstraße 1110) verwendete.
Weiberzeche
Bis 1835 beanspruchten Frauen hier die sogenannte Weiberzeche, „gemäß welcher den hiesigen Weibern alljährlich auf Invocavit, später am Pfingstmontag, ein Stück Brod und Trunk Wein zu reichen war“. Als der Gemeinderat diesen Brauch 1798 erstmals abschaffen wollte, zogen laut Paulus „einige Weiber mit Äxten in das Gemeindewäldchen und hieben eine der stärksten Eichen um, worauf die Weiber ihre Zeche wieder erhielten, die sich diesmal auf 36 fl. belief, die betreffenden Männer aber noch Waldstrafe bezahlen mußten“.
Zugehörigkeiten
1380 war Ochsenbach wie die Gemeinden der Umgebung bereits unter württembergischer Lehensherrlichkeit und dem Amt Güglingen zugeordnet. Diese Verbindung mit dem Zabergäu, ab 1808 im Oberamt Brackenheim, blieb bis 1938 erhalten. Von 1938 bis 1973 gehörte die Gemeinde Ochsenbach zum Landkreis Vaihingen. Mit der Verwaltungsreform in Baden-Württemberg wurde Ochsenbach am 1. Januar 1973 zu einem Ortsteil der Stadt Sachsenheim und gehört seither zum Landkreis Ludwigsburg.
Kirchenrechtlich gehörte die Gemeinde bis zur Reformation zum Landkapitel Vaihingen im Archidiakonat Trinitatis des Bistums Speyer und seither mit Spielberg zum Kirchenbezirk Vaihingen an der Enz.

### Wappen

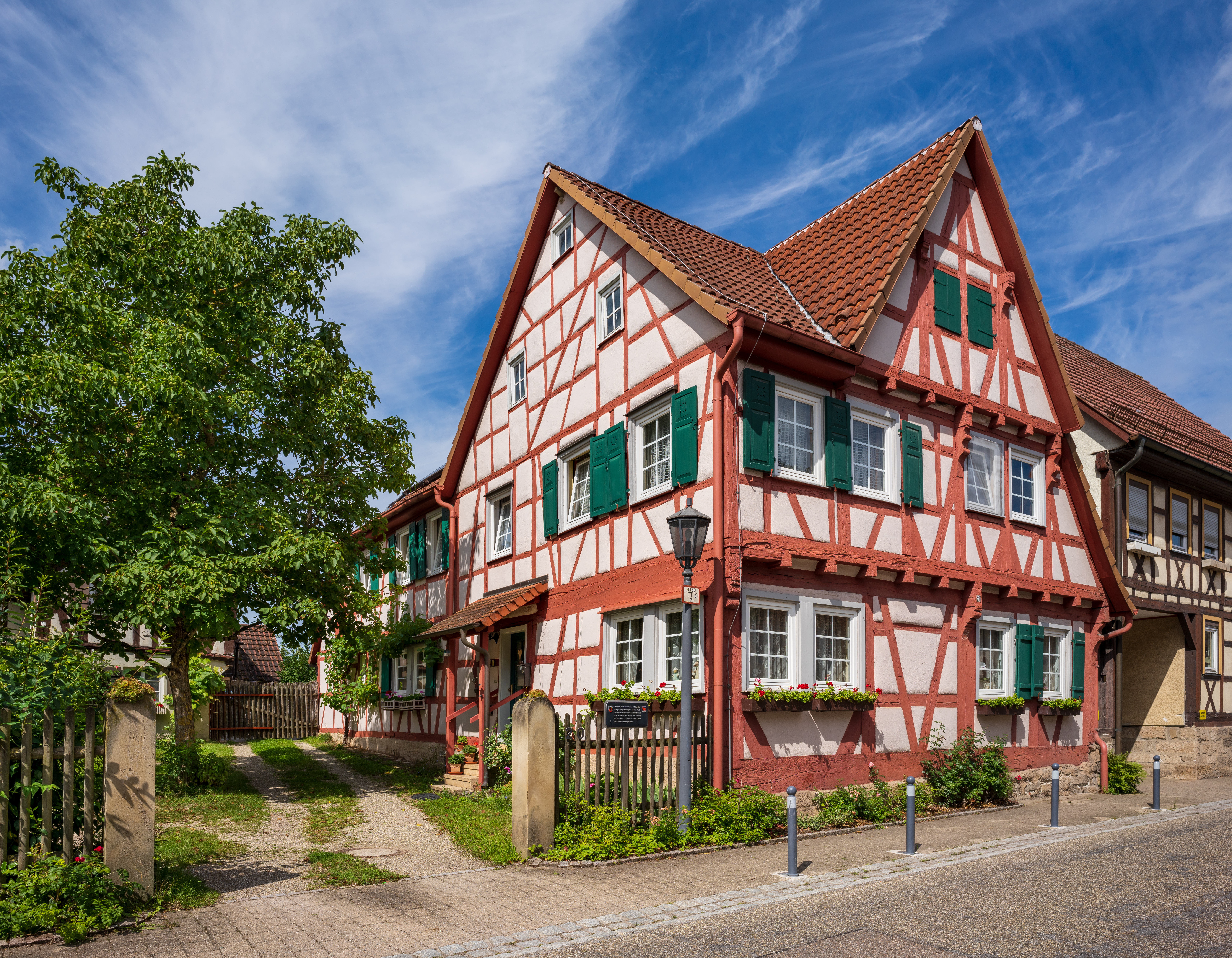
Fachwerkwohnhaus von 1559

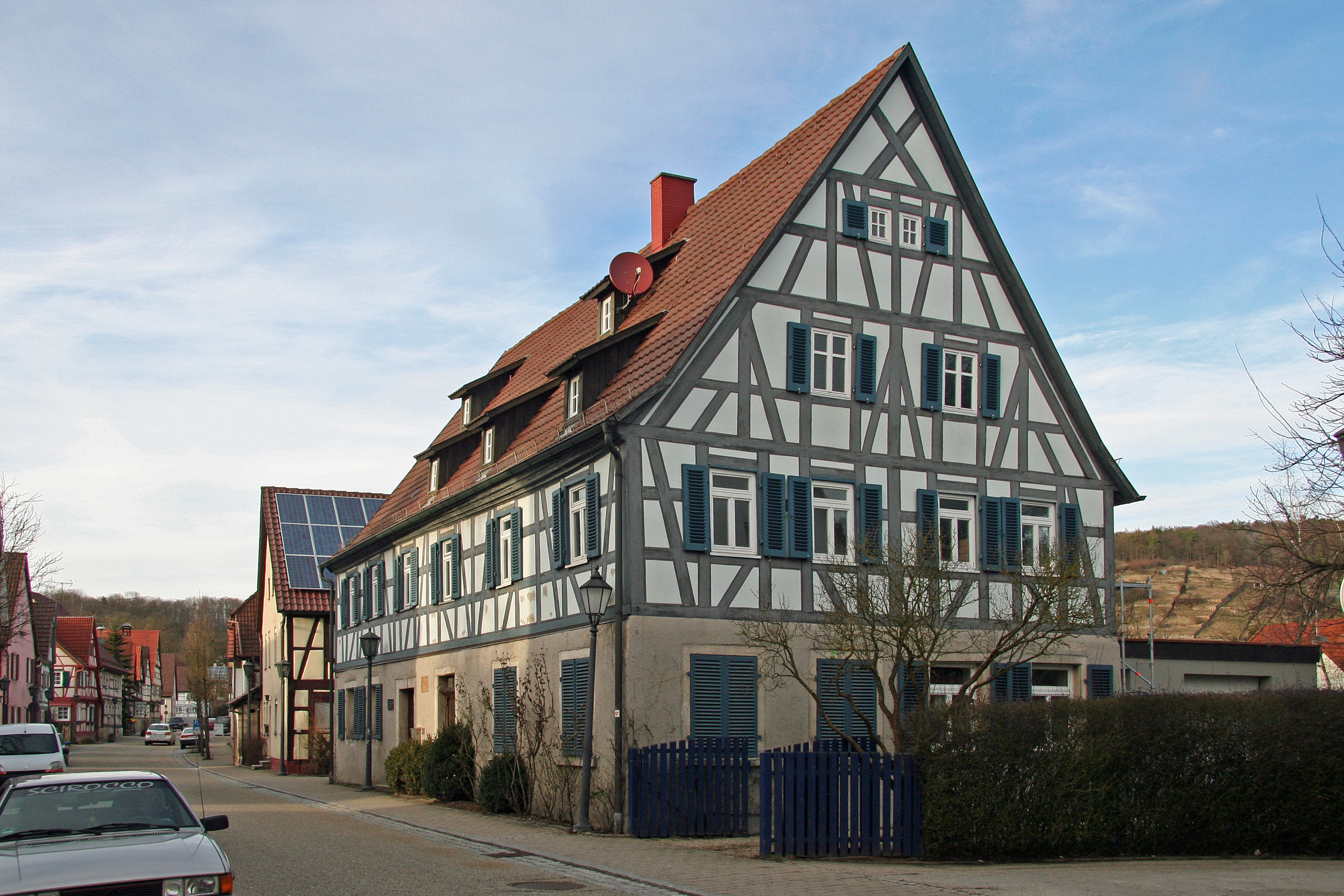
Schulhaus

Blasonierung: Auf silbernem Grund einen roten Ochsen auf einem grünen Boden stehend.

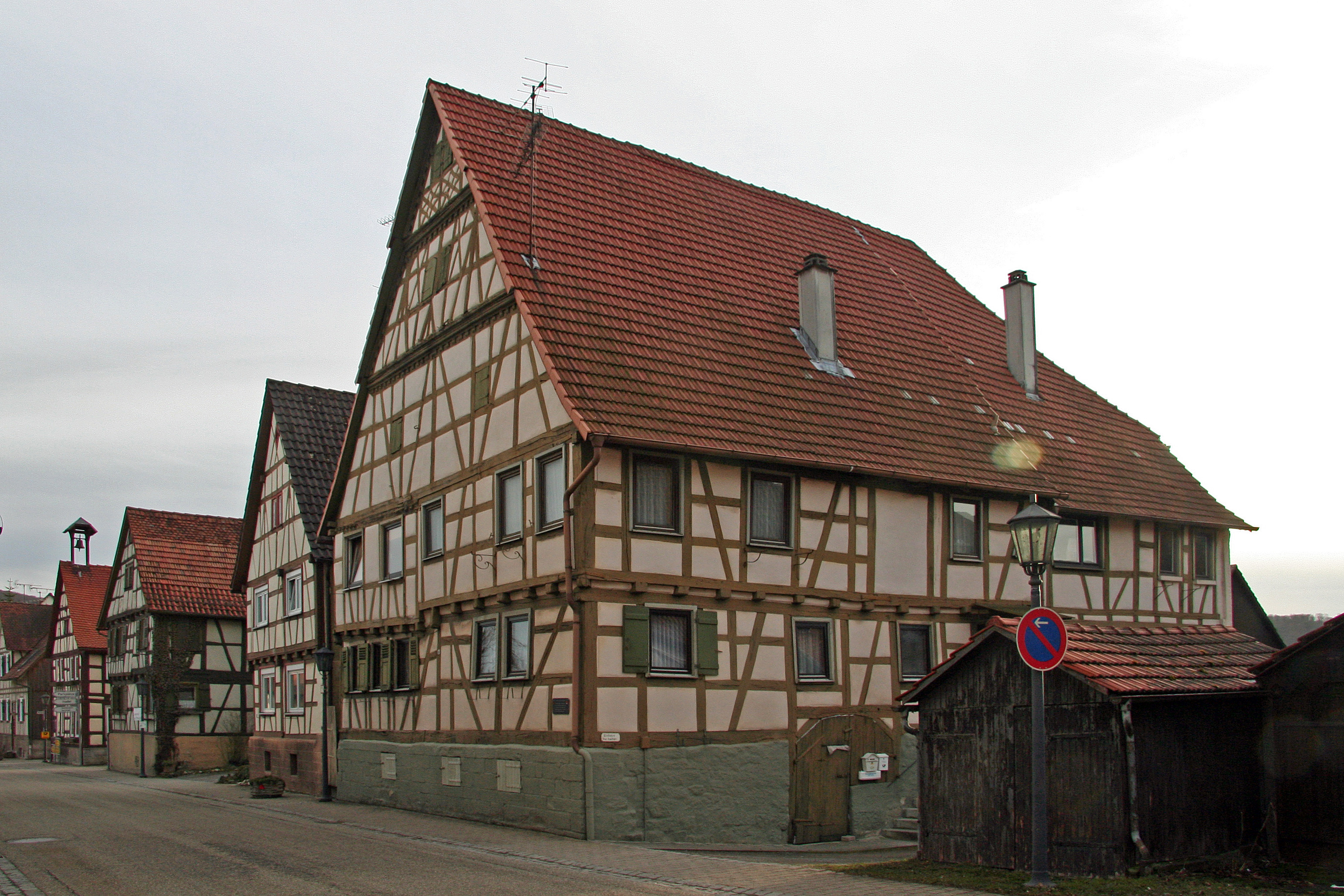
Zehntscheuer

## Kultur und Sehenswürdigkeiten
Ochsenbach ist Teil der Württemberger Weinstraße und Standort des kulturhistorischen Weinlehrpfads am Geigersberg, welcher durch eine historische, renaturierte Weinlage mit Trockenmauern, seltenen Pflanzen und Insekten führt.

### Naturdenkmäler

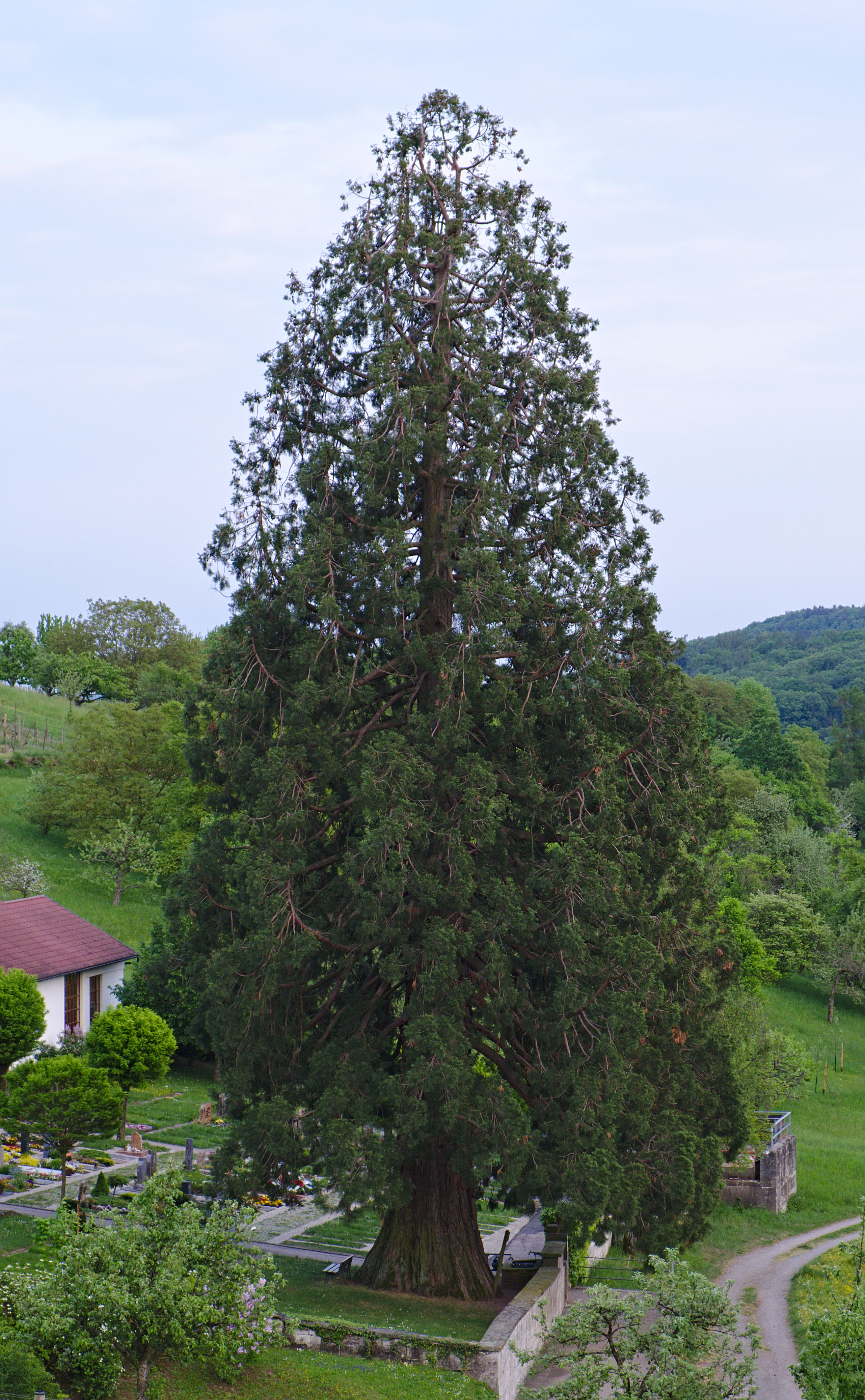
Mammutbaum auf dem Friedhof

Auf dem örtlichen Friedhof außerhalb des Dorfes an der Spielberger Straße steht ein Mammutbaum, dessen Setzling aus der Wilhelma stammt und 1866 auf dem Ochsenbacher Friedhof auf das Familiengrab der Küferfamilie Schunk gepflanzt wurde. Das Naturdenkmal wies 2025 eine Höhe von 32 Metern und einen Stammumfang von 10,6 Metern in 1 Meter Höhe auf. Mit diesen Maßen gehört er zu den dicksten Mammutbäumen Deutschlands. 

### Bauwerke
Von den rund 200 Häusern Ochsenbachs stehen 39 unter Denkmalschutz. Das älteste Haus ist ein Fachwerkhaus aus dem Jahr 1559. Es steht, wie die meisten anderen geschützten Gebäude, in der fachwerkgesäumten Dorfstraße.
Evangelische Pfarrkirche „Unserer lieben Frau“
Die Kirche wurde 1290 als Wehrkirche erbaut und war mit einem Wassergraben umgeben. Im Inneren sind gotische Fresken von 1430, die Kanzel von 1569, Orgelprospekt und Kruzifix aus der Mitte des 18. Jahrhunderts erhalten. Ferner existieren noch mehrere Grabplatten adeliger Familien aus dem 17. Jahrhundert. Bis zur Reformation bezog das Kloster Frauenzimmern-Kirbachhof hier „Hellerzinsen, Zinshühner, Wachszinsen und Weingülten“.
Rathaus
Das Rathaus ist ein giebelständiger Fachwerkbau mit Dachreiter aus dem Jahr 1727. Es wurde als Schulhaus erbaut und ist seit 1793 Rathaus.
Ehemalige Zehntscheuer
Das im Volksmund „Kaserne“ genannte Fachwerkhaus besitzt profilierte Schwellen und Konsolen aus dem 17. Jahrhundert. Seitlich befindet sich ein Rundbogen-Kellereingang. An seiner Rückseite wurde im 18. Jahrhundert ein Fachwerk-Wohnstallhaus angebaut.
Fachwerk-Wohnhaus von 1559
Das Fachwerkhaus besitzt Giebelvorsprünge und geschwungene Konsolen. Der seitliche Fachwerkausbau erfolgte im 19. Jahrhundert. Im Giebel zur Hofseite wurde 1902 ein Arm des „Kibannele“ vom Kirbachhof eingemauert.
Ehemaliges Schulhaus
Das Schulhaus wurde 1793 als Fachwerk-Doppelhaus erbaut.
Bromberger Mühle

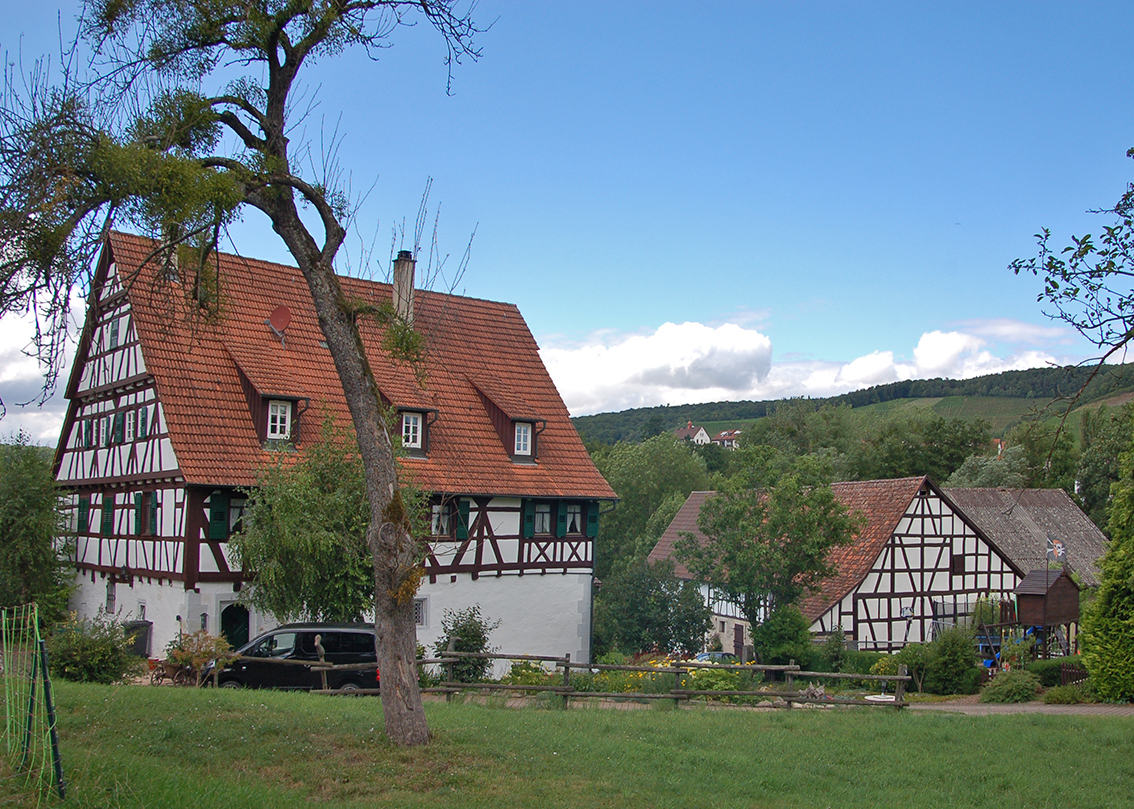
Bromberger Mühle von 1610

Vom Burgweiler Bromberg blieb einzig die erstmals 1161 erwähnte Mühle samt ihrem Mühlgraben erhalten. Ihr Hauptgebäude mit bemerkenswertem Zierfachwerk wurde gemäß einer Inschrift am Türsturz 1610 erbaut. Das zu Beginn des 20. Jahrhunderts installierte und 1984 restaurierte oberschlächtige Wasserrad sei mit 9,1 Metern Durchmesser „eines der größten Mühlräder in Deutschland“. Es wird allerdings nicht mehr genutzt.

### Vereine
Der älteste Verein ist der Männergesangverein Liederkranz Ochsenbach 1850 e.V. Er besteht aus ca. 30 Sängern und ist ein Mitglied im Chorverband Heilbronn.
Im Jahr 1908 wurde der Turnverein Ochsenbach gegründet. Dieser besteht aus mehreren Gruppen und hat eine Abteilung im Faustball. Die 1. Mannschaft der Männer erreichte in der Feldsaison 2023 den Aufstieg in die zweite Bundesliga.
Der Musikverein Ochsenbach wurde im Jahr 1955 gegründet und hat 300 Mitglieder. Im Großen Orchester des Musikvereins waren 2023 um die 60 Musiker aktiv.

### Regelmäßige Veranstaltungen
- Maifest der ev. Jugendgruppen (immer am 1. Mai)
- Backhausfest (immer an Christi Himmelfahrt)
- Dorffest des Liederkranzes (immer am Sonntag nach Christi Himmelfahrt)
- Gemeindefaustballturnier des Turnvereins (immer an Fronleichnam)
- Dorffest rund um die Kelter des Musikvereins (immer am dritten Juliwochenende)
- Pfarrscheuerhocketse des Liederkranzes (immer 2. Sonntag im September)
- Sängerherbst Liederkranz (immer am letzten Samstag im Oktober)
- Ochsenbacher Adventsmärktle (immer Samstags am ersten Adventswochenende)
- Jahreskonzert des Musikverein (erster Samstag im Dezember)
- Adventskonzerte des Liederkranzes (immer am dritten Adventswochenende)
- Waldweihnacht der ev. Kirchengemeinde (immer am vierten Adventssamstag)
- Adventsliederspielen des Musikvereins (immer am 4. Adventssonntag)

## Wirtschaft
Im ländlich geprägten Ochsenbach gehört neben der Landwirtschaft Handwerk und Weinbau zum Haupterwerb. Im seit 1268 belegten Weinbau werden heute ca. 80 ha Rebfläche bewirtschaftet. Es werden überwiegend Trollinger, Lemberger, Portugieser und Sylvaner kultiviert.